# Mine d'argent de Sala
La mine d'argent de Sala est une ancienne mine d'argent située au sud-ouest de Sala, dans le Västmanland, en Suède.

## Histoire
La mine fut en activité du XVe siècle jusqu'à 1908. La mine eut trois épisodes de grandeur : au début du XVIe siècle, au milieu du XVIIe siècle et à la fin du XIXe siècle. Les meilleures années, entre 3 et 5 tonnes d'acier étaient extraits de la mine, pour un total de 400 tonnes d'argent et 40 000 tonnes de plomb. La mine atteignait une profondeur de plus de 300 m, avec une longueur cumulée de 20 km. La mine figure ainsi parmi les 5 plus grands gisements d'argent de l'histoire. L'argent était en particulier important pour les pièces de monnaie. La ville de Sala fut fondée par Gustave II Adolphe de Suède en 1624 pour les besoins de la mine. Durant certaines périodes au XVIe siècle et XVIIe siècle, des condamnés et prisonniers de guerre étaient utilisés dans la mine. Des Allemands occupaient souvent les postes les plus hauts dans la hiérarchie de la mine.